# Aleksiej Nawalny
Aleksiej Anatoljewicz Nawalny (ros. Алексей Анатольевич Навальный; ur. 4 czerwca 1976 w Butyni, zm. 16 lutego 2024 w Charpie) – rosyjski prawnik, publicysta i działacz polityczny, lider rosyjskiej opozycji i więzień polityczny.
Był autorem dwóch kanałów na YouTube, na których zamieszczał filmy o szczegółach korupcji w administracji prezydenta Rosji Władimira Putina: Алексей Навальный oraz Navalny Live; także autor jednego z najpopularniejszych w Rosji blogów. Osiągnął międzynarodową sławę, organizując antyrządowe demonstracje i ubiegając się o urząd w celu propagowania reform przeciwko korupcji w Rosji oraz Władimirowi Putinowi i jego rządowi. Był członkiem Rosyjskiej Opozycyjnej Rady Koordynacyjnej, liderem partii Rosja Przyszłości i założycielem Fundacji Walki z Korupcją (FBK). Miał ponad sześć milionów subskrybentów na YouTube i ponad dwa miliony obserwujących na Twitterze. Poprzez te kanały publikował materiały na temat korupcji w Rosji, organizował demonstracje polityczne i promował swoje kampanie. 
Swoją działalność polityczną rozpoczął jako rosyjski antysystemowy nacjonalista, stopniowo zmieniający światopogląd na liberalizm i antyimperializm.

## Życiorys
Ukończył dwa fakultety – prawo i finanse ze specjalizacją w operacjach giełdowych i papierach wartościowych. W swej działalności politycznej i społecznej początkowo związany z partią Jabłoko. Następnie zdecydował się na prowadzenie działań na własną rękę. Wykupywał niewielkie pakiety akcji koncernów państwowych w celu uzyskania możliwości domagania się szczegółowych raportów z działalności spółek. Odnajdowane przez siebie nieprawidłowości publikował w Internecie, wskazując na liczne przykłady malwersacji i korupcji. Po wyborach parlamentarnych w 2011 roku zaangażował się w protesty. W czasie jednej z pierwszych demonstracji został zatrzymany i na 15 dni trafił do aresztu. Gazeta Wiedomosti uznała go za polityka roku 2011 w Rosji.
25 czerwca 2012 roku został wybrany do rady nadzorczej Aerofłotu. Miał zamiar walczyć z korupcją w przedsiębiorstwie, jednakże w kolejnych wyborach 24 czerwca 2013 roku nie wysunięto jego kandydatury, w związku z czym przestał być członkiem rady nadzorczej Aerofłotu.
18 lipca 2013 roku sąd w Kirowie skazał Nawalnego na pięć lat więzienia. Według sądu działalność polityka w państwowej spółce Kirowles przynosiła jej straty. Po ogłoszeniu wyroku na ulicach Moskwy i Petersburga odbyły się demonstracje wyrażające poparcie dla Nawalnego. W październiku sąd drugiej instancji podtrzymał wyrok, jednak zawiesił wykonanie kary na okres pięciu lat. 4 grudnia, po uprawomocnieniu się wyroku, Izba Adwokacka pozbawiła Nawalnego statusu adwokata. 23 lutego 2016 Europejski Trybunał Praw Człowieka uznał, że w toku postępowania przed rosyjskim sądem naruszono prawa Nawalnego oraz drugiego oskarżonego, Piotra Oficerowa (1975–2018), do sprawiedliwego procesu.

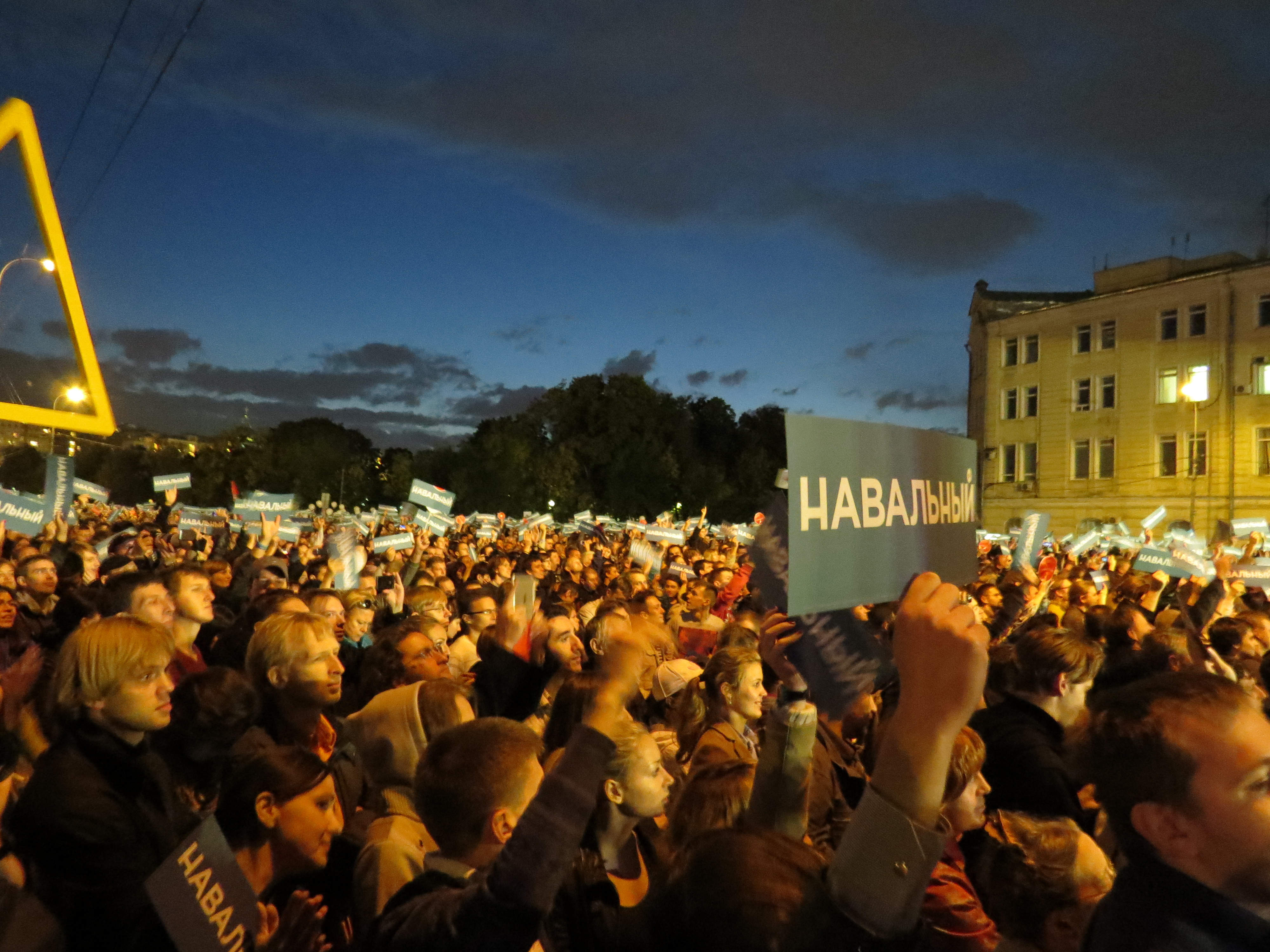
Wiec wyborczy Nawalnego na placu Błotnym w Moskwie, 9 września 2013

Procent Moskwian, którzy głosowali na Nawalnego w wyborach na mera Moskwy w 2013 roku

We wrześniu 2013 roku wziął udział w wyborach na mera Moskwy, w których zajął drugie miejsce zdobywając 27,24% głosów. Polityk nie uznał wyników wyborów i żądał przeprowadzenia II tury. Cztery dni po wyborach złożył wniosek w moskiewskim sądzie miejskim o unieważnienie wyborów. We wniosku skarżył się na nierówny dostęp kandydatów do mediów oraz wykorzystywanie w nieprawidłowy sposób urzędu mera przez Siergieja Sobianina. 20 września sąd oddalił wniosek Nawalnego.
26 marca 2017 roku Nawalny wezwał Rosjan do wieców antykorupcyjnych. Na jego apel odpowiedzieli mieszkańcy 95 miast rosyjskich i czterech miast za granicą: Londynu, Pragi, Bazylei oraz Bonn. 27 kwietnia 2017 roku przed biurem Fundacji Walki z Korupcją Nawalnego zaatakowali nieznani sprawcy, którzy polali mu twarz zielenią brylantową, zapewne z domieszką innych składników. W wyniku tego zdarzenia, opozycjonista miał utracić w 80 procentach zdolność widzenia w prawym oku. O zlecenie napaści Nawalny oskarżył Kreml.

### Śledztwa korupcyjne
Najpopularniejsze śledztwa korupcyjne przeprowadzone przez Aleksieja Nawalnego:
- o korupcji Dmitrija Miedwiediewa, którego wyniki zostały przedstawione w On wam nie Dimon[20][21]
- o korupcji prokuratora generalnego Jurija Czajki[22]
- o korupcji Władimira Putina[21]
- o korupcji Dmitrija Pieskowa, rzecznika prasowego Putina[23]
- o korupcji ochroniarza Putina generała Wiktora Zołotowa[24]
- o korupcji głównego propagandysty Putina Władimira Sołowjowa[25]
- o korupcji nowego premiera Michaiła Miszustina[26]

### Otrucie
20 sierpnia 2020 podczas lotu z Tomska do Moskwy Aleksiej Nawalny doznał nagłego i głębokiego pogorszenia stanu zdrowia, z powodu którego trafił do szpitala w Omsku, gdzie samolot wykonał awaryjne lądowanie. Wstępna diagnoza lekarska stwierdziła „zatrucie niezidentyfikowanym środkiem psychodysleptycznym”. Współpracownicy Nawalnego przypuszczali, że mógł on zostać otruty.

### Pobyt w Niemczech
22 sierpnia 2020 Nawalny został w stanie śpiączki przewieziony drogą lotniczą na leczenie z Omska do Berlina. 2 września rząd Niemiec poinformował, że przeprowadzone przez niemieckie laboratorium wojskowe badania próbek pobranych od Nawalnego, wykazały obecność bojowego środka trującego z grupy nowiczoków.
Internetowi detektywi z Bellingcatu pomogli Nawalnemu wykryć wydział FSB, który odpowiedzialny był za próbę otrucia. Wyniki śledztwa opublikowane zostały 14 grudnia jednocześnie na stronie Bellingcatu, niezależnej gazety rosyjskiej „The Insider”, a także przez CNN, niemiecki tygodnik Der Spiegel, a także Fundację Walki z Korupcją Nawalnego na jego prywatnym kanale na YouTubie. Z przedstawionych wyników śledztwa wynika, że w dniu zatrucia opozycjonisty nowiczokiem niedaleko miejsca jego pobytu w Tomsku znajdowali się funkcjonariusze wydziału FSB specjalizującego się w środkach chemicznych. Informacje ujawnione przez Bellingcat i Nawalnego dotyczą nie tylko okoliczności związanych z trucicielskim zamachem na jego życie w Tomsku, ale także lat wcześniejszych. Jak wynika z przedstawionych materiałów, program potajemnego śledzenia Nawalnego przez funkcjonariuszy komórki FSB ds. środków chemicznych zaczął się w 2017 roku, a konkretnie wraz z ogłoszeniem przez niego zamiaru startowania w wyborach prezydenckich. Funkcjonariusze odwiedzali te same miejsca podczas jego podróży poza Moskwę, co on, latali za nim 40 razy i kilka razy podejmowali próby otrucia lub podtrucia go w celu wysondowania odpowiedniej dawki środka chemicznego. Jak wynika z przedstawionych materiałów, próba taka została podjęta w 2020 roku podczas pobytu małżonków Nawalnych w Królewcu. Wtedy jednak to jego żona miała symptomy zbliżone do objawów Nawalnego po otruciu nowiczokiem w Tomsku, tylko lżejszego rodzaju. Nawalny uważa, że funkcjonariusze FSB w rzeczywistości chcieli zatruć jego i trucizna tylko przez pomyłkę dostała się do organizmu jego żony. Ujawnione zostały nazwiska funkcjonariuszy bezpośrednio zamieszanych w otrucie i królewiecką próbę otrucia.
14 grudnia Nawalny, podając się za fikcyjnego pomocnika dyrektora FSB Nikołaja Patruszewa, Maksima Ustinowa, dzwonił do pracowników FSB, którzy uczestniczyli w jego otruciu. Większość z nich się nie odzywała i rozłączała; jeden z nich, Oleg Demidow, powiedział, że jest chory na koronawirusa i nie może rozmawiać. Jednak inny z nich, Konstantin Kudriawcew, dał się wciągnąć w 49-minutową konwersację. Kudriawcew jest jednym z tych funkcjonariuszy FSB, którzy po lądowaniu samolotu z Nawalnym w Omsku i hospitalizacji ofiary zamachu polecieli do Omska w celu zatarcia śladów, czyli zlikwidowania z odzieży Nawalnego pozostałości trucizny. W rozmowie jako milczący świadkowie i pomocnicy towarzyszyły Nawalnemu dwie osoby: bułgarski dziennikarz śledczy Bellingcatu Christo Grozew (ang. Christo Grozev), który wcześniej zasłużył się w wykryciu winnych otrucia Siergieja Skripala i jego córki nowiczokiem w brytyjskim Salisbury, oraz współpracownica Nawalnego w Fundacji Walki z Korupcją, Marija Piewczich. Christo Grozew dbał o sprawy techniczne i podsunął kilka razy Nawalnemu pytania do zadania; Marija Piewczich zaczęła filmować rozmowę swoim telefonem komórkowym od momentu, kiedy się okazało, że Kudriawcew dał się w nią wciągnąć, i także raz podsunęła Nawalnemu pytanie. Poza komórką Mariji Piewczich cała rozmowa i reakcje Nawalnego, Grozewa i Piewczich były filmowane z frontu przez czwartą osobę. 
Tydzień po rozmowie, 21 grudnia 2020 roku, Nawalny zamieścił nagrania z rozmowy na dwóch kanałach na YouTubie: całość w wersji audio na kanale Навальный LIVE oraz nieco skrócony w wersji wideo (wideo – 33 min., sama rozmowa telefoniczna z Kudriawcewem – około 25 min.) na swoim prywatnym kanale. 31 grudnia 2020 dziennikarz Bellingcatu Christo Grozjew udostępnił na Google Docs dane o wyjazdach funkcjonariuszy podejrzewanych o to, że są zamieszani w otrucie Nawalnego. Grozew zachęcał rosyjskojęzycznych dziennikarzy śledczych do analizowania zamieszczonych danych pod kątem ich zbieżności z innymi przypadkami otruć znanych i mało znanych osób. Tym samym otrucie Nawalnego stało się katalizatorem do rozleglejszego śledztwa na temat trucicielskiej aktywności pracowników rosyjskich służb bezpieczeństwa.

### Powrót do Rosji

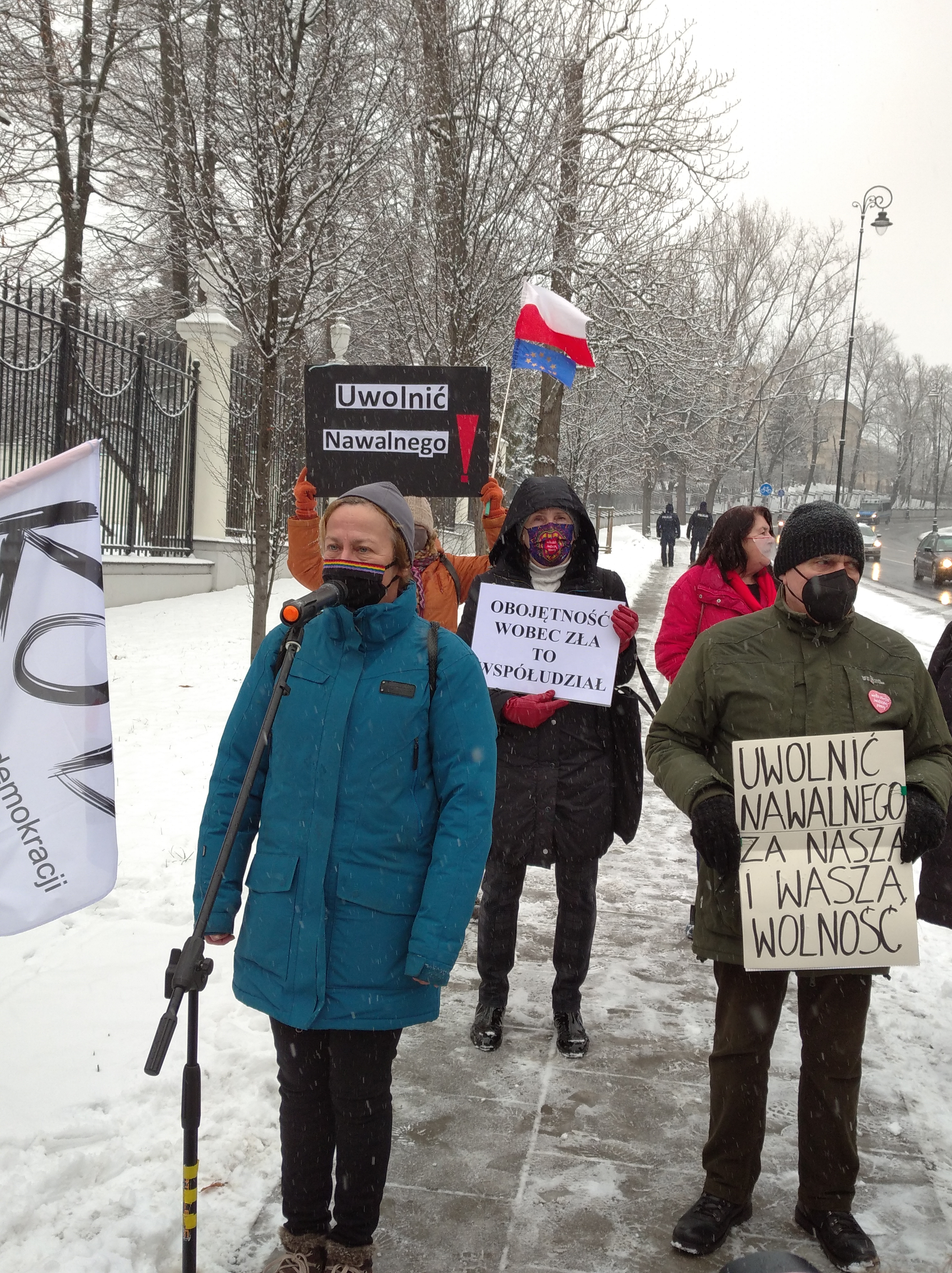
Demonstracja KOD Mazowsze przed ambasadą Rosji w sprawie uwolnienia Nawalnego, 30 stycznia 2021

17 stycznia 2021 Nawalny powrócił do Rosji na pokładzie lotu DP936, lądując w porcie lotniczym Moskwa-Szeremietiewo, po tym jak lot ten został przekierowany z lotniska docelowego – portu lotniczego Moskwa-Wnukowo. Podczas kontroli paszportowej został aresztowany. Tego samego dnia FSIN potwierdziło aresztowanie Nawalnego i oznajmiło, że pozostanie on w areszcie do czasu rozprawy sądowej. Amnesty International określiło Nawalnego więźniem sumienia i zaapelowało o jego uwolnienie. 18 stycznia 2021 decyzją sądu jego areszt został przedłużony do 15 lutego. Następna rozprawa – na której miano ustalić, czy jego wyrok w zawieszeniu powinien zostać zamieniony na wyrok pozbawienia wolności – została zaplanowana na 29 stycznia. Nawalny określił cały proceder mianem „ostatecznego bezprawia” i nawoływał swoich popleczników do wyjścia na ulice. Po powrocie Nawalnego do Rosji w styczniu 2021 opublikowano na stronie internetowej historię budowy pałacu dla Putina w Gelendżyku.
Według nieoficjalnych doniesień prasowych Nawalny został 28 lutego 2021 przewieziony do kolonii karnej w Pokrowie. W październiku 2021 władze rosyjskie uznały go za „terrorystę” i „ekstremistę”, a 22 marca 2022 został ukarany grzywną w wysokości 1,2 mln rubli oraz skazany na 9 lat pobytu w kolonii karnej o zaostrzonym rygorze za oszustwo oraz obrazę sądu. Nawalny nie przyznał się do zarzutów, a sam proces uznał za motywowany politycznie. Zwolennicy Nawalnego określili proces jako pokazowy.
4 sierpnia 2023 został skazany na nową karę 19 lat pozbawienia wolności w kolonii karnej. Odbywał karę w więzieniu o zaostrzonym rygorze, w Kolonii Karnej nr 6 w Mielechowie – 230 km na wschód od Moskwy. W niewyjaśnionych okolicznościach został przeniesiony do kolonii karnej IK-3 w miejscowości Charp w Jamalsko-Nienieckim Okręgu Autonomicznym.

### Śmierć
Zgodnie z oficjalnym komunikatem, opublikowanym przez władze kolonii karnej, zmarł 16 lutego 2024, po tym jak stracił przytomność po spacerze. Według stacji RT zmarł przez zakrzep krwi, choć istnieją przypuszczenia, że był podtruwany. We wrześniu 2024 rosyjska redakcja „The Insider” dotarła do oficjalnych dokumentów, z których wynika, że władze Rosji miały tuszować informacje mogące wskazywać na nienaturalny charakter śmierci Nawalnego.
1 marca 2024 po nabożeństwie żałobnym w cerkwi Ikony Matki Bożej „Ukój Mój Smutek” został pochowany na cmentarzu Borysowskim w Moskwie.

## Poglądy
Nawalny był ostrym krytykiem prezydenta Władimira Putina (oznajmił, że za jego rządów Putin będzie w więzieniu) i partii Jedna Rosja, jednak mimo początkowego potępienia zaakceptował aneksję Krymu przez Rosję i oświadczył, że jako prezydent nie zwróciłby Krymu Ukrainie. Opowiadał się za koniecznością zdecydowanej walki z korupcją i nadużyciami władzy. Zwykł nazywać siebie nacjonalistą, ale w toku działalności politycznej zmienił zdanie. Rozważał również, że należy podjąć działania na rzecz ograniczenia imigracji z Kaukazu, nawet poprzez deportacje. Był zwolennikiem dostępu do broni dla obywateli w celach obronnych. W publicystyce wskazuje się także na fakt, że w 2008 popierał wojnę z Gruzją oraz na jego współpracę z wybranymi oligarchami rosyjskimi. Potępił rosyjską inwazję na Ukrainę i wezwał Rosjan do pójścia na wiece antywojenne.
W 2023 roku Nawalny wezwał z więzienia do zwrotu Krymu Ukrainie i wypłaty reparacji.

## Nagrody i wyróżnienia

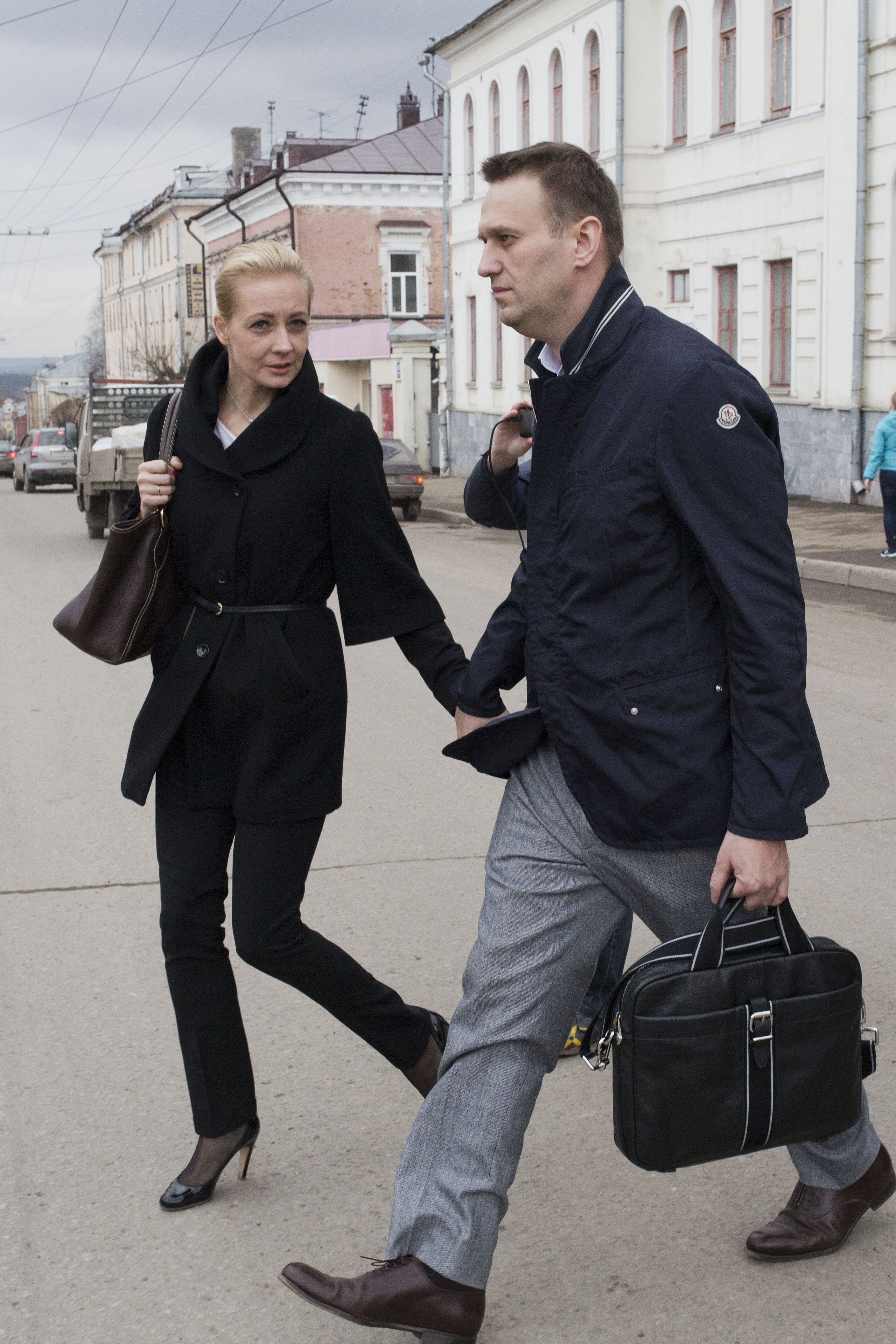
Julija i Aleksiej Nawalny w 2013 roku

Wielu norweskich członków parlamentu wysuwało kandydaturę Nawalnego do Pokojowej Nagrody Nobla. Ponad 42 tysiące osób (stan na 2 marca 2021) podpisało internetową petycję do Norweskiego Komitetu Noblowskiego z poparciem jego kandydatury.
27 lutego 2021 roku Fundacja Borisa Niemcowa na rzecz Wolności przyznała Nawalnemu Nagrodę Borisa Niemcowa za Odwagę, a 20 października 2021 roku został laureatem Nagrody Sacharowa.

## Życie prywatne
Miał mieszane rosyjsko-ukraińskie pochodzenie. Sam o sobie mówił: „Jestem w połowie Rosjaninem, w połowie Ukraińcem”.
Jak sam przyznał, do około 25. roku życia był „zaciekłym ateistą”, jednak później został członkiem Rosyjskiego Kościoła Prawosławnego, bo „lubi czuć się częścią czegoś wielkiego i uniwersalnego”.
W 1998 roku podczas wczasów w Turcji poznał Juliję Abrosimową, z którą znajomość kontynuował po powrocie do Rosji. W sierpniu 2000 roku wziął z Juliją ślub. Miał z nią dwoje dzieci: córkę Darię (ur. 6 września 2001) i syna Zachara (ur. 28 marca 2008). Według stanu na 2021 rok rodzina mieszkała w rejonie Marjino w Moskwie.

## Publikacje
- Michnik. Nawalny. Dialogi (Михник. Навальный. Диалоги) (napisana z Adamem Michnikiem; 2015)[81]
- Opposing Forces: Plotting the New Russia (napisana z Adamem Michnikiem; 2016, Egret Press)[82]